# Semiothisa reductaria
Semiothisa reductaria là một loài bướm đêm trong họ Geometridae.